# Landing bij Anzio
De Landing bij Anzio op 22 januari 1944 tijdens de Italiaanse Veldtocht van de Tweede Wereldoorlog, was een geallieerde amfibische landing tegen de as-strijdkrachten bij Anzio en Nettuno in Italië. De operatie werd geleid door majoor-generaal John P. Lucas en was bedoeld om de Gustav-linie te omtrekken en een aanval op Rome te forceren.
De landing kreeg de codenaam Operatie Shingle.

## Inleiding
Aan het eind van 1943 stokte de geallieerde opmars op het Italiaanse vasteland bij de Gustav-linie, ook bekend als de Winterlinie. Deze Duitse verdedigingslinie blokkeerde een verdere Brits-Amerikaanse opmars richting Centraal-Italië, met als hoofdprijs Rome. Psychologisch gezien zou de inname van Rome van groot effect zijn, aangezien het de eerste hoofdstad van een van de grote asmogendheden was die door de geallieerden zou worden ingenomen. Het landschap van Midden-Italië was ideaal voor de verdediging en veldmaarschalk Albert Kesselring - belast met de verdediging van Italië - bleek in staat hier goed gebruik van te maken.
Er waren een aantal voorstellen geweest om deze patstelling te doorbreken. Winston Churchills voorstel voor "Operatie Shingle" werd door Franklin D. Roosevelt en Jozef Stalin geaccepteerd. Een belangrijke aanval in het zuiden door het Amerikaanse 5e leger en het Britse 8e leger zouden Duitse eenheden uit de reeds dun verdedigde omgeving van Rome en de heuvels ten zuiden van Rome weglokken naar de Gustav-linie.
Op het moment dat de Duitse troepen uit de regio waren weggetrokken, zou er een verrassingsaanval door het Amerikaanse 6e korps in het gebied van Anzio en Nettuno plaatsvinden. Het korps stond onder leiding generaal John P. Lucas en moest via de Albaanse Heuvels oprukken om zo de Duitse verbindingen af te snijden. Bovendien was het zaak om de Duitse troepen die gelegerd waren aan de Gustav-linie van achteren te bedreigen.

## Het plan
Volgens de geallieerden kon de landing voor twee situaties zorgen:
- De Duitsers verlieten de Gustav-linie om zich zo tegen de landingen achter hun linies te verdedigen en deze terug in zee proberen te werpen. De Duitse troepen bij de Gustav-linie zouden hierbij niet omsingeld kunnen worden.
- De Duitsers bleven gelegerd aan de Gustav-linie om de geallieerde troepen daar tegen te houden. Daarbij riskeerde de Duitsers dat de troepen aan de linie werden omsingeld en verloren gingen. Bovendien lag de weg naar Rome voor de geallieerden in dat geval open.

Als Duitsland voldoende strijdkrachten zou aanvoeren om zowel Rome te verdedigen als de Gustav-linie, dan zou de operatie nog steeds een succes zijn, omdat deze Duitse strijdkrachten niet op andere fronten konden worden ingezet.
Lucas had geen volledig vertrouwen in zijn superieuren of in het operationele plan. Een paar dagen voor de aanval schreef hij nog in zijn dagboek: "Tenzij we kunnen krijgen wat we willen, wordt de operatie naar mijn mening zo'n wanhopige onderneming dat we hem niet zouden moeten willen." En: "Deze operatie riekt sterk naar Gallipoli en het lijkt er sterk op dat dezelfde amateur op de bok van de koets zit". Met deze 'amateur' kan alleen Winston Churchill bedoeld zijn, minister van Marine tijdens de rampzalige landing bij het Turkse Gallipoli in 1915 en vurig pleitbezorger van operatie Shingle.
De aanvankelijke operatie werd op 18 december 1943 afgelast, maar kort daarna werd besloten deze toch te laten doorgaan

### Beschikbaarheid van marine-eenheden
Een van de problemen bij het plannen was de beschikbaarheid van voldoende landingsschepen. Vooral de Amerikaanse bevelhebbers waren erop gespitst dat de landing in Normandië niet zou worden vertraagd, evenmin als de ondersteunende landing in Zuid-Frankrijk (Operatie Dragoon). Operatie Shingle vereiste de inzet van landingsschepen die later voor deze operaties ingezet zouden worden. Oorspronkelijk zou Shingle deze schepen op 15 januari weer vrij moeten geven, maar toen deze datum niet haalbaar bleek, gaf president president Roosevelt toestemming dat de schepen tot 15 februari beschikbaar waren voor Shingle.
Oorspronkelijk waren er overigens slechts voldoende landingsschepen beschikbaar voor één divisie. Op aandringen van Churchill werden er voldoende landingsschepen beschikbaar gesteld voor de landing van twee divisies. Volgens de geallieerde inlichtingendiensten waren er vijf of zes Duitse divisies in het gebied aanwezig.

## Samenstelling geallieerde strijdmacht

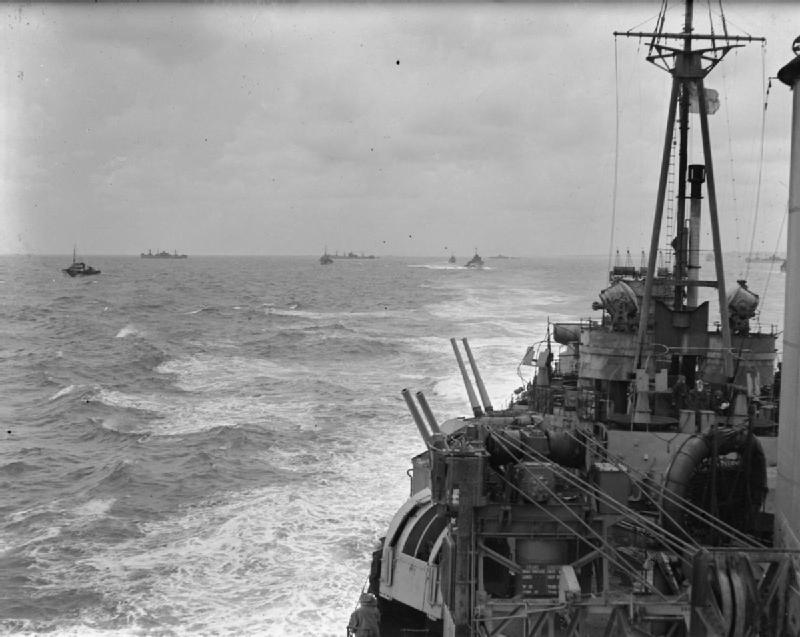
De HMS Mauritius bij de invasie.

De geallieerde strijdmacht voor deze aanval bestond uit 5 kruisers, 24 fregatten, 238 landingsvaartuigen, 62+ andere schepen, 40.000 soldaten en 5000+ voertuigen.
De aanval werd in drie groepen uitgevoerd, één Britse en twee Amerikaanse.

### Britse strijdmacht
Deze strijdmacht viel op een strand tien kilometer ten noorden van Anzio aan:
- Britse 1e divisie
- 46th Royal Tank Regiment
- 2nd Special Service Brigade (deels)
  - No.9 Commando
  - No.43 Commando (RM)

### Noordwestelijke Amerikaanse strijdmacht
Deze strijdmacht viel de havenstad Anzio aan:
- 1st Ranger Battalion
- 3rd Ranger Battalion
- 4th Ranger Battalion
- 509th Parachute Infantry Regiment (509th PIR)
- 83rd Chemical Battalion
- 93rd Evacuation Hospital

Oorspronkelijk bevatten het plan hier ook een luchtlanding van het 504th Parachute Infantry Regiment, maar deze werd geschrapt.

### Zuidwestelijke Amerikaanse strijdmacht
Deze strijdmacht viel 6 km ten oosten van Anzio aan:
- 3e Infanteriedivisie

## Zuidelijke aanval
Het vijfde leger begon op 16 januari 1944 met een nieuwe aanval op Monte Cassino. Hoewel de operatie er niet in slaagde de berg in te nemen, slaagde het strategische doel, want generaal Heinrich von Vietinghoff, commandant van de Gustav-linie, vroeg om versterkingen en Kesselring stuurde hem de 29. en 90. Panzer-Grenadier-Division uit Rome.

## Initiële landingen
De landingen begonnen op 22 januari 1944. Hoewel er op tegenstand was gerekend, zoals bij Salerno in 1943, verliepen de landingen aanvankelijk zonder enige tegenstand, met uitzondering van een aantal aanvallen door de Luftwaffe.
Tegen middernacht waren er reeds 36.000 soldaten en 3200 voertuigen op de stranden geland. De geallieerde verliezen bedroegen dertien doden en zevenennegentig gewonden, terwijl ongeveer tweehonderd Duitsers krijgsgevangen werden gemaakt.
De 1e divisie drong 3 km landinwaarts door, de rangers namen de haven van Anzio in, het 509th PIR nam Nettuno in en de 3e divisie drong 5 km landinwaarts binnen.

## Na de landingen
Het is duidelijk dat Lucas' superieuren een of andere offensieve actie van hem verwacht hadden, mogelijk zelfs een aanval op Rome. Het doel van de landing was om óf Duitse troepen uit de Winterlinie weg te trekken, óf gebruik te maken van zwakheid in het gebied achter de Duitse linies. Wat Lucas echter deed was meer mensen en materiaal zijn kleine bruggenhoofd binnen pompen, en zijn verdediging versterken. Lucas' beslissing bleef een controversiële. John Keegan meent dat "Als Lucas het had geriskeerd om op de eerste dag naar Rome te racen, zijn voorhoede waarschijnlijk gearriveerd zou zijn", hoewel die snel verslagen zou worden. Wel had hij snel "meer terrein kunnen claimen".
Duidelijk was dat Lucas niet veel vertrouwen had in de strategische plannen van de operatie. Zijn orders van zijn directe superieur generaal Clark waren: "landen, bruggenhoofd veilig stellen en optrekken". Met slechts twee divisies aan land, tegenover een overmacht van Duitse troepen, is het niet onredelijk te veronderstellen dat Lucas zijn bruggenhoofd niet als veilig beschouwde. Volgens Keegan bereikten Lucas' acties "het slechtste van twee werelden, zijn strijdkrachten blootstellend aan de vijand en geen dreiging op de vijand uitoefenend". Lucas werd op 23 februari van zijn commando ontheven en werd vervangen door generaal Lucian Truscott.

## Kesselrings antwoord
Kesselring werd om 03:00 uur 's nachts op de 22e geïnformeerd. Om 05:00 gaf hij opdracht de 4e  Parachutistendivisie en vervangingseenheden van de Parachutisten-Pantserdivisie "Hermann Göring" om de wegen vanuit Anzio naar de Albaanse heuvels te blokkeren. Verder vroeg hij van het OKW versterkingen uit Frankrijk, Joegoslavië en Duitsland. Later die ochtend gaf hij aan Generaloberst Eberhard von Mackensen (14e Leger) en Gen. von Vietinghoff (10e Leger - Gustav Linie) opdracht om hem extra versterkingen te sturen.
De Duitse eenheden in de onmiddellijke omgeving waren in feite enkele dagen tevoren vertrokken om de Gustav linie te versterken.
Alle beschikbare eenheden aan het zuidelijke front, of op weg daarheen, werden met spoed richting Anzio gedirigeerd.
Dit inclusief de 3e Pantsergrenadierdivisie, de 71e Infanteriedivisie en de bulk van de Parachutisten-Pantserdivisie "Hermann Göring". Kesselring meende eerst dat een succesvolle verdediging onmogelijk zou zijn wanneer de geallieerden een belangrijke aanval op de 23e of 24e zouden uitvoeren. Maar tegen het eind van de 22e had het ontbreken van agressieve actie hem overtuigd dat een succesvolle verdediging mogelijk moest zijn.
Het 14e leger onder bevel van Gen. von Mackensen nam de coördinatie van de verdediging op 25 januari op zich. Elementen van acht Duitse divisies werden rondom het bruggenhoofd ter verdediging ingezet, met nog vijf andere divisies onderweg. Op 28 januari gaf Kesselring bevel tot een aanval op het bruggenhoofd, maar dit werd uitgesteld tot 1 februari.
Lucas lanceerde op 30 januari een aanval op twee plaatsen. Terwijl een strijdgroep snelweg 7 overschreed bij Cisterna alvorens naar het oosten te trekken, zou een tweede langs de Albano weg optrekken.

## Verder verloop van de strijd
Het Duitse leger wist vier maanden lang te voorkomen dat de geallieerden uit het bruggenhoofd braken. Op 23 mei 1944 slaagden dezen er uiteindelijk in om uit te breken en twee dagen later konden de beide geallieerde legers in Italië verenigd worden. De Duitsers werden toen teruggeworpen op de Gotische Linie tussen La Spezia en Rimini.

## Veldslagen tijdens Operatie Shingle
- Slag bij Cisterna